# Gerlachusputje

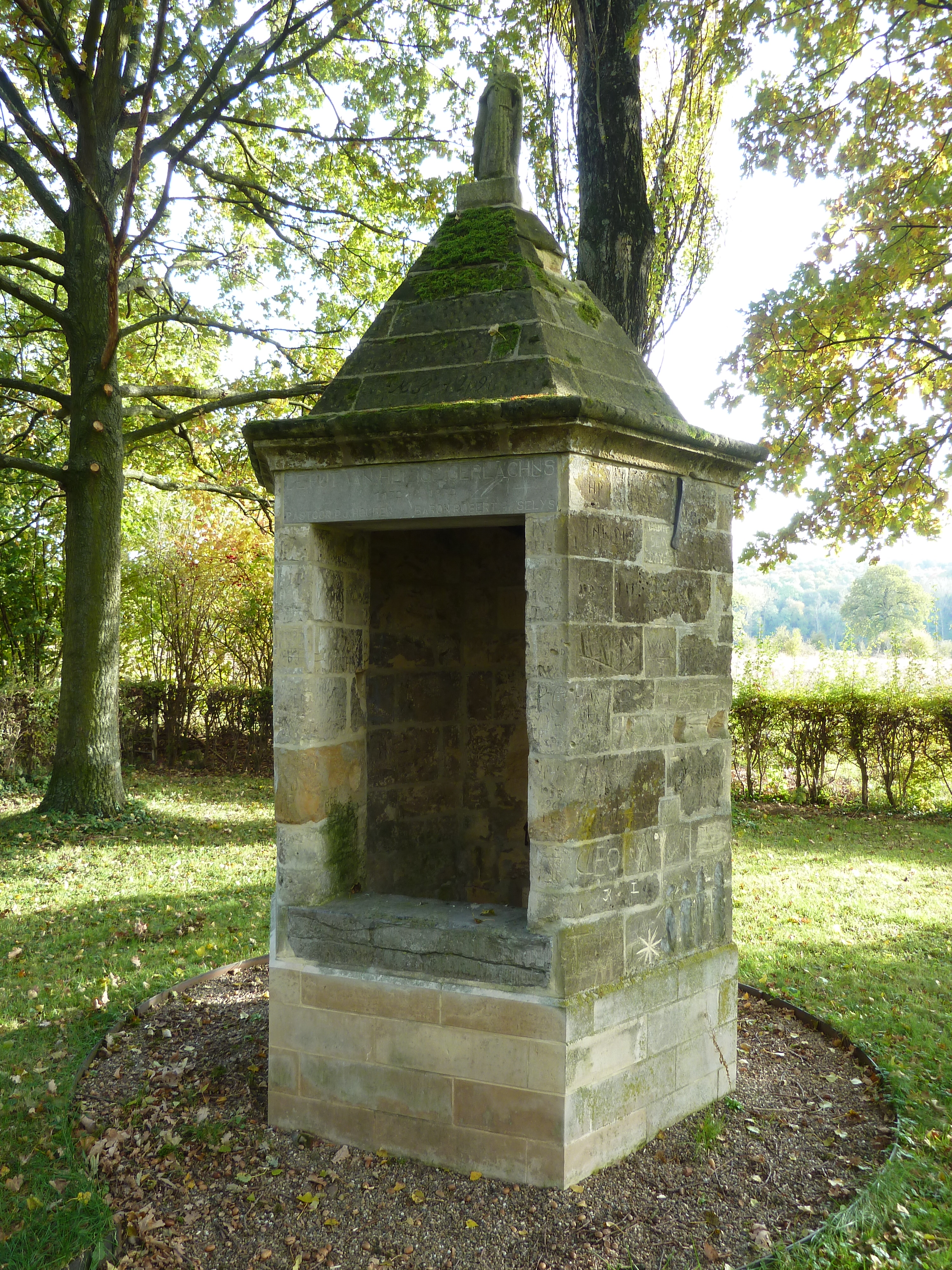
Het Gerlachusputje

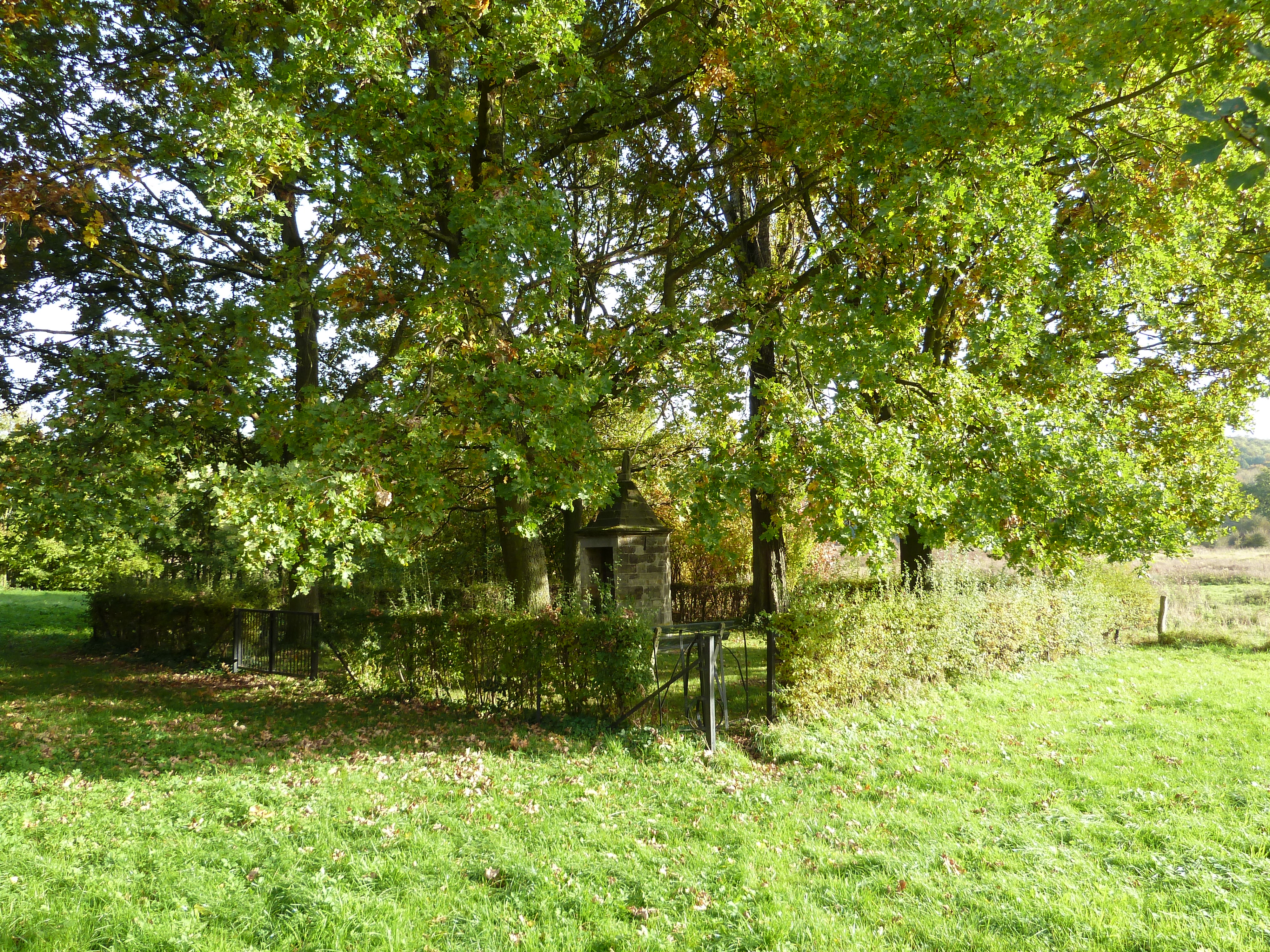
De vierkante omheining om de put

Het Gerlachusputje of Gerlachusbron is een waterput in de buurtschap Sint Gerlach van Houthem in de Nederlands Zuid-Limburgse gemeente Valkenburg aan de Geul. De put behoort tot het landgoed van Château St. Gerlach. De put staat in het midden van een vierkant grasveldje dat omgeven wordt door een haag. Ze ligt aan de rand van het natuurgebied Ingendael.
De put is een rijksmonument.

## Geschiedenis
In ca. 1227 is er reeds sprake van een bron of put waar Gerlachus zich van drinkwater voorzag. In verschillende perioden heeft de put een belangrijke rol gespeeld in de bedevaart naar Sint-Gerlach. Zo ook in de 17e eeuw. Vanaf het begin van de 14e eeuw nam de verering van de heilige kluizenaar Gerlach langzaam af. Rond 1600 werd de devotie van St. Gerlach nieuw leven ingeblazen door bisschop Cuyckius van Roermond, waarbij de bron of put met geneeskrachtig Gerlachwater in de verering centraal kwam te staan. Sinds de bouw van de Sint-Gerlachuskerk is de verering weer verschoven naar het gebeente.
Rond 1700 is het huidige stenen puthuisje gebouwd.